# Elecciones provinciales de Santa Fe de 1916
Las elecciones generales de la provincia de Santa Fe de 1916 tuvieron lugar el domingo 2 de febrero del mencionado año con el objetivo de renovar el ejecutivo provincial, así como la mitad de los legisladores, para el período 1916-1920. Fueron las segundas elecciones desde la instauración del sufragio secreto en el país. Se debían elegir a los 60 escaños de un Colegio Electoral Provincial, que elegiría a un Gobernador y a un Vicegobernador para dicho período constitucional. Tuvieron lugar poco antes de las elecciones presidenciales que dieron el triunfo a Hipólito Yrigoyen.
En estas elecciones la oficialista Unión Cívica Radical (UCR) concurrió dividida entre el sector oficialista, que apoyaba al gobernador saliente Manuel Menchaca y la conducción nacional de Yrigoyen, y el sector disidente encabezado por Rodolfo Lehmann. El oficialismo presentó la candidatura de Enrique Mosca, mientras que la Unión Cívica Radical de Santa Fe, como se denominó la facción disidente, presentó a Lehmann. El Partido Demócrata Progresista (PDP), presentó a Enrique Thedy para la gobernación. Se preveía una ajustada elección a tres bandas entre las dos facciones radicales y la democracia progresista, con el Partido Socialista (PS) presentando también candidaturas, aunque con pocas posibilidades de triunfo. Tal y como se esperaba, la elección fue ajustada entre las tres fuerzas. Lehmann obtuvo la primera minoría de votos con un 36.83% contra el 31.56% de Mosca y el 29.03% de Thedy, mientras que el PS recibió el 2.58% restante. En el Colegio Electoral, el radicalismo disidente obtuvo 30 bancas contra 16 del radicalismo oficialista y 14 del PDP.
Aunque la UCR de Santa Fe no consiguió los suficientes electores para proclamar gobernador a Lehmann por sí sola, había logrado la mitad del cuerpo, lo que le daba potestad para bloquear cualquier investidura que no fuera la suya. Tras lograr un acuerdo político con el PDP, la totalidad de sus electores votaron por Lehmann en segunda votación, siendo este de este modo consagrado gobernador y juramentado el 9 de mayo.